# Archytas californiae
Archytas californiae là một loài ruồi trong họ Tachinidae.